# Serra do Mendanha
Serra do Mendanha (portugisiska: Serra da Mendanha) är en bergskedja i Brasilien.   Den ligger i delstaten Rio de Janeiro, i den sydöstra delen av landet, 900 km sydost om huvudstaden Brasília.
I omgivningarna runt Serra do Mendanha växer i huvudsak städsegrön lövskog. Runt Serra do Mendanha är det mycket tätbefolkat, med 5 021 invånare per kvadratkilometer.